# ران پینکارد
ران پینکارد (انگلیسی: Ron Pinkard؛ زادهٔ ۲۲ ژانویهٔ ۱۹۴۱) بازیگر اهل ایالات متحده آمریکا است. وی از سال ۱۹۶۸ میلادی تاکنون مشغول فعالیت بوده‌است.

## گزیده فیلم‌شناسی
- وضعیت اضطراری!